# 帝座
帝座（Alpha Herculis）也稱為武仙座α星，佛蘭斯蒂德命名法則稱該星為64 Herculis。帝座是由α1與α2這2個系統所組成的，α1是一顆處於漸近巨星分支階段的紅巨星，而α2則是個雙星系統，由一顆黃巨星與一顆黃白矮星所構成。

## 名稱
帝座在古代希臘神話中被認為英雄海格力斯的頭部，因此帝座傳統的名稱涵義為“頭部”，雖然星座的方向上下顛倒。
帝座在埃及天文學家Al Achsasi al Mouakket編製的星表《Calendarium》當中，被稱為ra's al-jaθiyy或是Ras al Djathi。
在中國天文學中，武仙座α星被稱為帝座，意味著「皇帝的寶座」，因為這顆恆星象徵著皇帝的座椅星芒，屬於天市垣。帝座也被R·H·艾倫英文化為Ti Tso。

## 性質
縱使武仙座α1星在光譜上被分類為紅超巨星，但武仙座α星僅僅是處於紅巨星的末期演化階段，亦即是所謂的漸近巨星分支，才導致它的亮度與超巨星無異。而且它的質量只是太陽的2.175–3.250倍，與超巨星的質量下限(大約8-12個太陽質量)要低得多，它的角直徑被天文學家使用干涉儀測量之後，大約為34 ± 0.8毫角秒，或0.034角秒。估計武仙座α星距離地球約為110秒差距，半徑相當於2.8億公里（或1.7億英里），大約是太陽半徑的400倍或1.87天文單位（AU）。如果武仙座α1星位於太陽系中央，它的半徑將延伸至火星的公轉軌道（1.5AU），但還碰不到小行星帶。武仙座α1星就像大部分的紅巨星，在生命接近結束的時候一樣，這顆紅巨星正經歷著巨大的恆星質量流失，並製造出一些稀薄的星際氣體，延伸至少90天文單位的距離外，意味著不久的未來會將外殼已經釋放出外太空，形成行星狀星雲，其中心成為一顆白矮星。武仙座α的質量並不足以電子捕獲的方式成為超新星。
。

## 恆星系統
人們透過望遠鏡觀看帝座時，可以將該恆星系統分解成兩個部分：武仙座α1星（或稱為HR 6406）和武仙座α2星（或稱為HR 6407）。這兩顆恆星彼此距離超過500天文單位，公轉週期估計約為3,600年。武仙座α1星是一顆相對之下比較龐大的紅色亮巨星。而武仙座α2星實際上則是一個雙星系統，由一顆黃色巨星和一顆黃白色矮星所構成。（這些恆星有時分別被稱為武仙座α星A、武仙座α星Ba和武仙座α星Bb）。

## 外部連結
- Jim Kaler's Stars, University of Illinois: RASALGETHI (Alpha Herculis)（页面存档备份，存于）
- An Atlas of the Universe: Multiple Star Orbits （页面存档备份，存于）
- Upside down Hercules showing Rasalgethi as the head: Hercules